# Adashino Nenbutsu-ji
Le temple bouddhique Adashino Nenbutsu-ji (化野念仏寺) est situé à Sagano (嵯峨野) dans l'arrondissement Ukyō-ku (右京区) de Kyoto au Japon, sur une colline surplombant la ville depuis le nord-ouest. Il se trouve sur un endroit où les gens de la période Heian venaient apporter leurs morts.
Il est caractérisé par le rassemblement d'environ huit mille statuettes bouddhiques, symbolisant les esprits des morts, collectées vers 1903 et dispersées tout autour d'Adashino.